# ICC World Twenty20 Qualifier 2008
Der ICC World Twenty20 Qualifier 2008 war das Qualifikationsturnier für den ICC World Twenty20 2009, das vom 2. bis zum 5. August 2008 in Belfast in Nordirland ausgetragen wurde. Als Spielstätte diente der Civil Service Cricket Club Ground. Das Finale konnte aufgrund Regens nicht stattfinden, so dass beide Finalisten, Irland und die Niederlande zum Turniersieger erklärt wurden. Da sich im späteren Verlauf Simbabwe zurückgezogen hatte, qualifizierte sich auch das drittplatzierte Schottland nachträglich für das Endrundenturnier.

## Teilnehmer
An dem Turnier haben insgesamt sechs Mannschaften teilgenommen:
| - Bermuda - Irland - Kanada | - Kenia - Niederlande - Schottland |

## Format
In der Vorrunde wurden die Mannschaften in zwei Gruppen aufgeteilt, die jeweils drei Mannschaften aufwiesen. Die jeweils ersten beiden einer Gruppe qualifizierten sich dann für das Halbfinale, dessen Sieger sich für das Finale qualifizierten. Auch wurden die weiteren Platzierungen ausgespielt. Damit wurden insgesamt 11 Spiele ausgetragen.

## Vorrunde
Die Vorrunde wurde in zwei Gruppen mit jeweils drei Teams ausgetragen, wobei sich jeweils die ersten beiden einer Gruppe für das Halbfinale qualifizierten.

### Gruppe A
Tabelle
|            | Sp. | S | N | NR | P | NRR    |
| ---------- | --- | - | - | -- | - | ------ |
| Irland     | 2   | 2 | 0 | 0  | 4 | +0.205 |
| Schottland | 2   | 1 | 1 | 0  | 2 | +0.313 |
| Bermuda    | 2   | 0 | 2 | 0  | 0 | –0.610 |

Spiele
| 2. August Scorecard | Belfast | Schottland 117 (20)          | – | Irland 118-6 (19.5) |
|                     |         | Irland gewinnt mit 4 Wickets |   |                     |

| 3. August Scorecard | Belfast | Bermuda 99-7 (20)                | – | Schottland 100-2 (17.4) |
|                     |         | Schottland gewinnt mit 8 Wickets |   |                         |

| 3. August Scorecard | Belfast | Irland 43-7 (9/9)                      | – | Bermuda 41-8 (9/9) |
|                     |         | Irland gewinnt mit 4 Runs (D/L method) |   |                    |

### Gruppe B
Tabelle
|             | Sp. | S | N | NR | P | NRR    |
| ----------- | --- | - | - | -- | - | ------ |
| Niederlande | 2   | 1 | 1 | 0  | 2 | +0.351 |
| Kenia       | 2   | 1 | 1 | 0  | 2 | –0.126 |
| Kanada      | 2   | 1 | 1 | 0  | 2 | –0.185 |

Spiele
| 2. August Scorecard | Belfast | Niederlande 153-5 (20)          | – | Kenia 134-9 (20) |
|                     |         | Niederlande gewinnt mit 19 Runs |   |                  |

| 2. August Scorecard | Belfast | Niederlande 97 (18.4)        | – | Kanada 98-6 (19.3) |
|                     |         | Kanada gewinnt mit 4 Wickets |   |                    |

| 3. August Scorecard | Belfast | Kanada 91 (19.4)            | – | Kenia 92-6 (17.5) |
|                     |         | Kenia gewinnt mit 4 Wickets |   |                   |

## Halbfinale
| 4. August Scorecard | Belfast | Kenia 67 (17.2)              | – | Irland 72-6 (19.1) |
|                     |         | Irland gewinnt mit 4 Wickets |   |                    |

| 4. August Scorecard | Belfast | Schottland 107-8 (20)             | – | Niederlande 110-5 (18) |
|                     |         | Niederlande gewinnt mit 5 Wickets |   |                        |

## Platzierungsspiele

### Spiel um Platz 5
| 5. August Scorecard | Belfast | Bermuda 70 (20)              | – | Kanada 71-2 (10.3) |
|                     |         | Kanada gewinnt mit 8 Wickets |   |                    |

### Spiel um Platz 3
| 4. August Scorecard | Belfast | Kenia 106-9 (20)                 | – | Schottland 107-1 (18.1) |
|                     |         | Schottland gewinnt mit 9 Wickets |   |                         |

### Finale
| 5. August Scorecard | Belfast | Irland    | – | Niederlande |
|                     |         | No Result |   |             |

Das Finale wurde aufgrund von Regen nicht ausgetragen.

## Abschlusstabelle
Tabelle
|    | Abschlusstabelle | Bemerkungen                              |
| -- | ---------------- | ---------------------------------------- |
| 1. | Irland           | Für ICC World Twenty20 2009 qualifiziert |
| 1. | Niederlande      | Für ICC World Twenty20 2009 qualifiziert |
| 3. | Schottland       | Für ICC World Twenty20 2009 qualifiziert |
| 4. | Kenia            |                                          |
| 5. | Kanada           |                                          |
| 6. | Bermuda          |                                          |